# Psychotria hanoverensis
Psychotria hanoverensis är en måreväxtart som beskrevs av George Richardson Proctor. Psychotria hanoverensis ingår i släktet Psychotria och familjen måreväxter. Inga underarter finns listade i Catalogue of Life.